# Südwestrundfunk

Logo SWR Dachmarke

Südwestrundfunk (SWR) – niemiecki regionalny publiczny nadawca radiowo-telewizyjny, obsługujący landy Nadrenia-Palatynat i Badenia-Wirtembergia, członek ARD. Główną siedzibą stacji jest Stuttgart, a inne miasta goszczące studia SWR to Fryburg Bryzgowijski, Heilbronn, Karlsruhe, Mannheim, Tybinga, Ulm, Konstancja, Kaiserslautern, Koblencja, Trewir i Moguncja.
Südwestrundfunk powstało 30 sierpnia 1998 roku z połączenia dawnych członków: Südwestfunk (SWF; Nadrenia-Palatynat, Badenia i Wirtembergia-Hohenzollern) oraz Süddeutscher Rundfunk (SDR; Wirtembergia-Badenia).
Oprócz udziału w ogólnoniemieckich i międzynarodowych projektach ARD, SWR samodzielnie produkuje 8 kanałów radiowych:
- SWR1(inne języki)
  - SWR1 Baden-Württemberg
  - SWR1 Rheinland-Pfalz
- SWR Kultur(inne języki) – kultura
- SWR3(inne języki) – muzyka
- SWR4(inne języki)
  - SWR4 Baden-Württemberg
  - SWR4 Rheinland-Pfalz
- Das Ding
- SWR Aktuell

SWR zarządza siedmioma placówkami korespondencyjnymi ARD w następujących miastach: Algier, Kair, Buenos Aires, Genewa, Johannesburg, Meksyk, Strasburg. Jest także odpowiedzialne za utrzymanie strony internetowej ard.de oraz koordynuje udział ARD w produkcji kanałów międzynarodowych arte i 3sat.